# Batracharta walkeri
Batracharta walkeri là một loài bướm đêm trong họ Noctuidae.